# 勐海西番莲
勐海西番莲（学名：Passiflora menghaiensis），一种于中国云南省勐海县勐遮镇境内发现的草质藤本植物，隶属于西番莲科西番莲属。

## 形态特征
勐海西番莲属于一种草质藤本植物，长3－6m。分枝宽1.5－2mm，圆柱形，具条纹，黄绿色，无毛。无托叶。叶柄4.2－6.5×0.1cm，被微柔毛或无毛，通常具2个短圆柱形蜜腺，位于远端三分之一处，直径0.5－1mm，长1cm。叶片为略呈盾状，6.0－10.2×3.8－5.6cm，膜质，全缘，基部心形，正面深绿色且无毛，基脉5或7，掌状，背面浅绿色，几乎无毛，具1至7个蜜腺，散布在中脉附近，盘状且无柄。每花序仅有两朵花，花梗长1.2-2.1cm，被微柔毛，有3个花苞片，花苞片窄三角形，长0.5-1mm，无梗，着生于花梗基部，花蕾圆锥形，花白色，直径约2cm，被丝托（托杯）直径4-5mm，萼片7-9×32.5-3mm，背面绿色，被微毛，正面白色，无毛，先端圆形，三角状卵形，花瓣7-9×1-1.5mm，背面绿色，无毛，正面白色，无毛，先端圆形，披针形，萼片和花瓣在花期完全反折。副花冠有两列花丝，流苏状，外副花冠长6-9mm，白色，开花时展开，内副花冠长3-4mm，浅绿色。柱头高约2mm，褶皱，上部白色绿色，基部浅棕色。Limen直径约3mm，环形，浅绿色，蜜腺棕色，深1mm。雄蕊花丝围绕雌雄蕊柄合生，游离部分长4-5mm，平；花药长2mm，丁字药，基部一小突起延长。子房2×1.5mm，椭圆形，在雌蕊柄上无梗，被微柔毛，花柱4-5mm长，包括柱头，柱头宽0.5-1mm，先端斜膨大，柱头表面具乳突。果实直径约1mm，近球形，被微柔毛，成熟时带黑色。每果种子7-10粒，假种皮淡黄橙色，4×3mm，厚1-1.5mm，倒卵形，蜂窝状网纹，每边有25至35个小凹。